# Donald McGavran
Donald A. McGavran (Damoh, 15 de dezembro de 1897 — 10 de julho de 1990) foi deão e professor sênior de Crescimento da Igreja na Escola de Missões Mundiais, o Fuller Theological Seminary, em Pasadena, na Califórnia. Era filho de missionários na Índia e depois, ele próprio se tornou um missionário.

## Obra
Ele se preocupou em descobrir a razão do crescimento de algumas missões enquanto outras não cresciam. O resultado desta pesquisa está no livro Compreendendo o Crescimento da Igreja.
A tese que McGavran trabalha diz respeito a como transpor as barreiras sociais para levar Cristo às pessoas. Sua primeira obra foi As Pontes de Deus, livro no qual ele começa a desenvolver esta teoria.
Em suas obras McGavran identifica que a posição social e a posição econômica do indivíduo na sociedade é a maior barreira à expansão da fé cristã. Seu trabalho influenciou de maneira substancial os métodos que alguns missionários identificaram e priorizaram grupos alvos de sua missão e também influenciou e estimulou o Movimento de Crescimento da Igreja.